# 李喬岱
李喬岱（1576年11月18日—1616年），字宗甫，號東山，陝西漢中府洋縣人，明朝政治人物。

## 生平
李喬岱早年出身府學生，以《詩經》中萬曆二十五年（1597年）舉人第四十七名，二十九年（1601年）會試中式第二百二十名，成第三甲四十八名進士，獲授休寧知縣，能準確判斷案件，發生災難時又盡力救濟人民。之後他陞任户部主事，三十九年养病，四十一年補工部都水司主事，四十二年升為工部都水司員外郎，四十三年在杭州抽分榷稅，除了正供以外不斂取財物，陞萊州知府，未就任就去世。

## 家族
曾祖李自明，祖父李伯麟，父親李琛，嫡母馬氏，生母楊氏。兒子李景貞是崇禎七年進士。

## 引用
1. 1 2  光緒《洋縣志·卷八》：李喬岱，萬歷辛丑進士，令休寧，行取戶部主事，陞工部員外，榷稅滸墅關，正供之外無料取。陞守萊州知府，未任卒。
2. ↑  嘉慶《漢南續修府志·卷十八·選舉》：萬歷…… 二十五年丁酉科（舉人） …… 李喬岱 洋縣人
3. ↑  《萬曆二十九年辛丑科進士登科錄》：李喬岱 貫陝西漢中府洋縣民籍，府學生，治《詩經》，字宗甫，行四，年二十六，十月二十九日生，曾祖自明，祖伯麟，父琛，嫡母馬氏，生母楊氏，慈侍下，兄喬嵩 貢士、喬嶽 貢士、喬木 選貢生，弟喬阜，娶劉氏。陝西鄉試第四十七名，會試第二百二十名。
4. ↑  《萬曆二十九年辛丑科進士履歷》：李喬岱，東山，诗一房，丙子十月二十九日生。洋县人，丁酉四十七名，会二百二十一名，二甲四十八名。刑部政，授休宁知县，丁未升户部主事，管曰太仓，辛亥养病，癸丑補工部都水司主事，甲寅升都水司员外，乙卯杭州抽分，升郎中，升萊州知府，丙辰卒。曾祖自。祖伯麟。父琛，庠生。
5. ↑  嘉慶《漢南續修府志·卷十六·人物中》：李喬岱 進士令休寧，陞工部主政，尋陞工部員外郎，榷稅滸墅關，正供之外無料取。陞守萊州，未任卒。
6. ↑  四庫全書《陝西通志·卷五十七上·人物三》：李喬岱，字宗甫，洋縣人，萬厯中進士，授休寧令，斷訟如神，恤災禦患盡力民事；陞工部主事，尋以戶部員外榷税滸墅，正供之外毫無科斂，陞萊州知府。